# Serhijiwka
Serhijiwka (ukr.Сергіївка, ros. Сергеевка) – osiedle typu miejskiego w południowo-zachodniej Ukrainie w rejonie białogrodzkim obwodu odeskiego.